# Onthophagus praedatus
Onthophagus praedatus là một loài bọ cánh cứng trong họ Bọ hung (Scarabaeidae).